# Oarjep Tjievrajávrre
Oarjep Tjievrajávrre, enligt tidigare ortografi Årjep Tjeurajaure, är en sjö i Jokkmokks kommun i Lappland och ingår i Luleälvens huvudavrinningsområde. Sjön har en area på 0,521 kvadratkilometer och ligger 875 meter över havet. Oarjep Tjievrajávrre östra del ligger i Stora Sjöfallet Natura 2000-område och den västra delen ligger i Sarek Natura 2000-område. Sjön avvattnas av Guhkesvákkjåhkå och vidare av Sijddoädno som mynnar i vattenmagasinet Tjaktjajávrre vars utlopp är Blackälven.

## Delavrinningsområde
Oarjep Tjievrajávrre ingår i det delavrinningsområde (749116-158418) som SMHI kallar för Utloppet av Årjep Tjeurajaure. Medelhöjden är 966 meter över havet och ytan är 4,32 kvadratkilometer. Räknas de 9 avrinningsområdena uppströms in blir den ackumulerade arean 64,25 kvadratkilometer. Blackälven som avvattnar avrinningsområdet har biflödesordning 3, vilket innebär att vattnet flödar genom totalt 3 vattendrag innan det når havet efter 353 kilometer. Avrinningsområdet består mestadels av kalfjäll (88 procent). Avrinningsområdet har 0,51 kvadratkilometer vattenytor vilket ger det en sjöprocent på 11,9 procent.